# Бек, Адольф
Адольф Бек (пол. Adolf Beck; 1 января 1863, Краков — 7 августа 1942, Львов) — польский учёный, основатель львовской школы физиологии. Доцент (1894), профессор (1897), почетный профессор Львовского университета (1934). Президент Львовского врачебного общества (1901), почетный член медицинских сообществ Вильнюса (1895) и Кракова (1917). Действительный член АМН Польши (1920) и ПАН в Кракове (1930). Ректор Львовского университета (1912—1913).

## Биография
Родился в Кракове, который в это время входил в состав одной из провинций Австро-Венгерской империи (теперь Польша), в еврейской семье пекаря Шаи Давида Бека и Густави из дома Мюллер. В 1884 году блестяще заканчивает гимназию Святого Яцека в г. Кракове и поступает на первый курс медицинского факультета Ягеллонского университета (г. Краков).
В 1886 году начинает научную деятельность на кафедре физиологии Ягеллонского университета под руководством известного польского физиолога Наполеона Цибульского. Течение 1889—1894 гг. — ассистент кафедры физиологии, в 1894—1895 гг. — доцент кафедры физиологии Ягеллонского университета.
С мая 1895 года назначен чрезвычайным профессором физиологии восстановленного лекарственного факультета Львовского университета. Первую лекцию произнес 29 октября 1895 г. по физиологии, на тему «Жизненные явления и способы их исследования» (O zjawiskach zyciowych i sposobach ich badania).
В 1897 году получил звание обычного профессора физиологии Львовского университета. Организовал Львовское физиологическое общество и Институт физиологии. В 1901 году становится президентом Львовского врачебного общества.
В ночь с 19 на 20 июня 1915 года арестован русской армией и вывезен в Киев, где находился до конца 1916 г.
Покончил жизнь самоубийством (перед отправкой в гетто на Яновском пригороде взял у сына Генрика цианистого калия) 7 августа 1942 года в оккупированном немцами Львове.

## Научные достижения
Направления его научных исследований: нейрофизиология — один из первых разработал метод электроэнцефалографии, описал спонтанную биоэлектрическую активность мозга — 1890; физиология сенсорных систем: зрения, слуха, боли; кровоплинної, пищеварительной и выделительной систем; история физиологии.

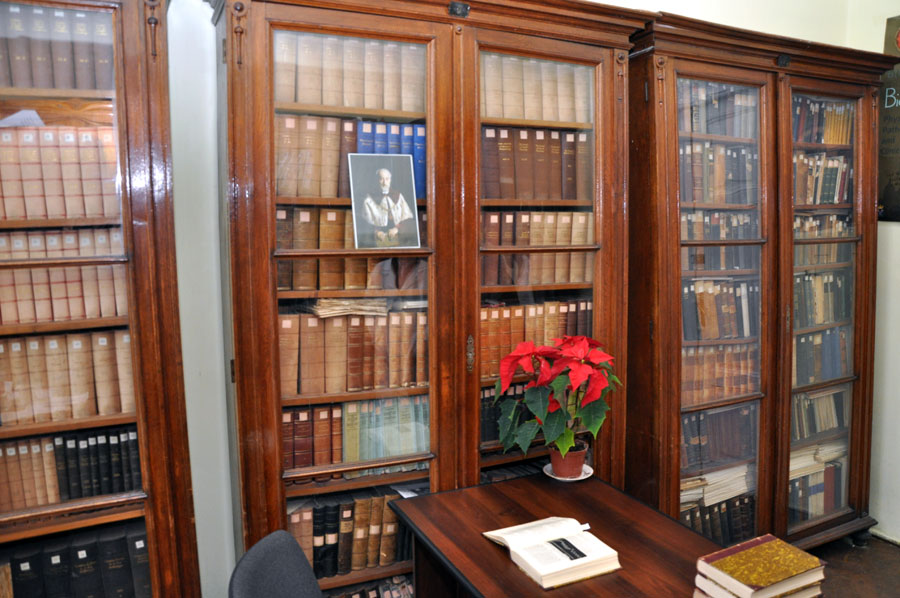
Частная библиотека А. Бека, которая сегодня хранится на кафедре нормальной физиологии ЛНМУ имени Даниила Галицкого

Научный дебют состоялся в студенческие годы публикацией 1888 г. «О раздражении разных мест нерва» и был посвящен электрофизиологическому исследованию нервной системы, которая принесла признание среди ученых и награду от Ягеллонского университета.
В 1890 году выходит в свет труд «Die Bestimmung der Localisation des Gehirn — und Rückenmarksfunctionen vermittelst der electrischen Erscheinungen» в журнале «Centralblatt für Physiologie», посвящена описанию спонтанной и вызванной биоэлектрической активности коры головного мозга собак и кроликов и исследованию феномена, известного теперь в физиологии как десинхронизация.

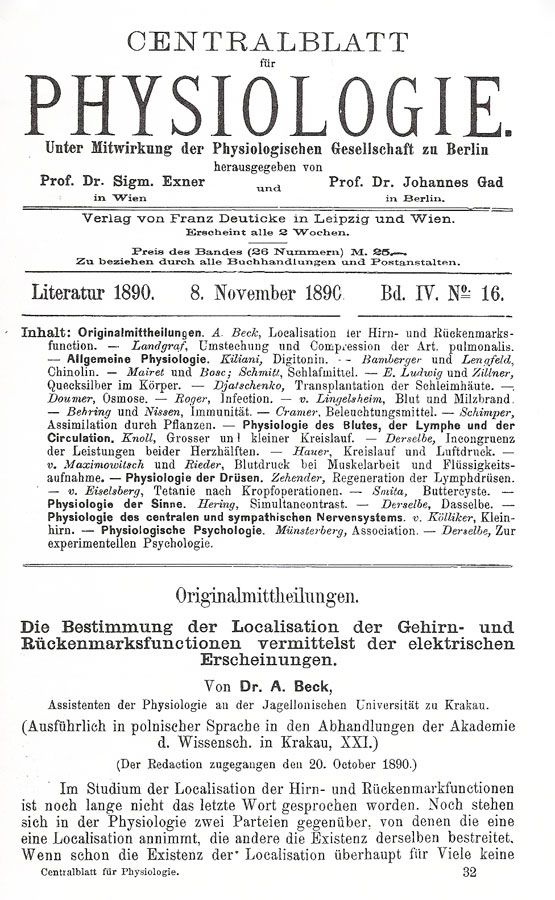
Beck A. Die Bestimmung der Localisation der Gehirn — und Rückenmarksfunctionen vermittelst der elektrischen Erscheinungen // Centralblatt für Physiologie. — 1890. — Bd. IV. — № 16. (описание спонтанной биоэлектрической активности мозга)

В 1891 году защитил докторскую диссертацию на тему «Определение локализации в головном и спинном мозге с помощью электрических явлений» [Oznaczenie lokalizacyi w mozgu i rdzeniu za pomocq zjawisk elektrycznych].
В 1894 году Адольф Бек защитил Venia legendi (хабилитация) по физиологии на тему «Изменения кровеносного давления в сосудах».
В 1910 году Адольф Бек участвует в подготовке и работе Международного Конгресса физиологов в Вене.
В 1915 году в соавторстве с Н. Цыбульским издал учебник «Физиология человека» в двух томах для студентов-медиков. В 1924 году под редакцией А. Бека выходит в свет второе дополненное издание учебника по физиологии в двух томах.
Подготовил 9 профессоров, руководил научными исследованиями многих клиницистов Львовского университета.
Неоднократный номинант на Нобелевской премии. Вместе с Наполеоном Цыбульским первым получил надпочечный гормон адреналин.

## Семья
Адольф Бек был женат на Регине Мандельбаум, имел сына Генри (1896—1946) — гинеколог.

## Избранные публикации
- O ciśnieniu krwi w żyłach (1894)
- Über die Belichtigung der Netzhaut von Eledone moschata entstandenen Actionströme. Arcg gs Physiol 78 (1899)
- O zjawiskach elektrycznych wywołanych przez oświetlenie siatkówki głowonoga Eledone moschata. Kosmos 25 (1900)
- Badania nad galwanotropizmem. Dzienniki IX Zjazdu Lekarzy i Przyrodników w Krakowie (1900)
- Badania poczucia smaku u osoby pozbawionej języka dokonane na chorym J. R. z kliniki chir. prof. Rydygiera. Rozpr Spraw Wydz mat-przyr AU 18, s. 207—216 (1888) (z Napoleonem Cybulskim)
- O pobudliwości różnych miejsc tego samego nerwu. Pam AU 15, s. 165—195 (1888)
- Oznaczenie lokalizacji w mózgu i rdzeniu za pomocą zjawisk elektrycznych. Rozp Wydz mat-przyr AU 21, s. 187—232 (1891)
- Die Bestimmung der Lokalisation der Gehirn- und Rückenmarksfunktionen vermittelst der elektrischen Erscheinungen. Zentralblatt Physiol s. 473—476 (1890)
- Przyczynek do fizjologii części lędźwiowej rdzenia pacierzowego u żab. Rozpr AU 24 s. 56-72 (1893)
- Dalsze badania zjawsk elektrycznych w korze mózgowej. Rozpr AU 32, s. 174—257 (1896)
- Dalsze badania nad zjawiskami elektrycznymi w korze mózgowej u małpy i psa. Spraw z Posiedzeń AU 1891, druk 1892 s. 43-47
- O działaniu promieni radu na nerwy obwodowe. Rozpr AU 45, s. 111—122 (1906)
- Zjawiska elektryczne kory mózgowej po częściowym jej zniszczeniu. Przyczynek do lokalizacji czucia bólu. Rozpr AU 45, s. 319—355 (1906)
- O tak zwanych odruchach dotykowych Munka i odruchu skórnym podeszwowym. Rozpr AU 50, s. 687—698 (1910)
- O ruchach odruchów rdzeniowych i ruchach ogólnych (pryncypalnych według Munka).
- O wzajemnym stosunku czynnościowym mózgu i móżdżku. Rozpr AU 51, s. 457—472 (1911)
- Die Ströme der Nervencentren (1890)
- Hermann Helmholtz (1894)
- Die Erregbarkeit Verschiedener Nervenstellen (1897)
- Zur Untersuchung der Erregbarkeit der Nerven (1898)
- Zur Lehre Munk’s über Beginn und Reihenfolge in der Ausbreitung der Bewegungen bei Rückenmarksreflexen, wie bei Tätigkeit der sogenannten "Prinzipalzentren (z Gustawem Bikelesem) (1910)
- Die sogenannten Berührungsreflexe Munk’s und die reflektorische Zehenbeugung bei Reizung der Fusssohle. 1910 (z Gustawem Bikelesem).
- Adolf Beck, Napoleon Cybulski, Stanisław Bądzyński, Kazimierz Bruno Rzętkowski Fizjologia człowieka. 1915